# Saison 6 de Doraemon / Saison 3 de Doraemon (2005)
 (octobre 2014).
Si vous disposez d'ouvrages ou d'articles de référence ou si vous connaissez des sites web de qualité traitant du thème abordé ici, merci de compléter l'article en donnant les références utiles à sa vérifiabilité et en les liant à la section « Notes et références ».
Chronologie
Saison 5
Cet article présente le guide des épisodes de la troisième saison de l'anime Doraemon (2005).
- En France, 26 épisodes ont été licenciés et diffusés à la télévision jusqu'à ce jour. Selon l'ordre des épisodes en France, elle est la quatrième saison de l'anime Doraemon .

## Épisode 1:Androïda m'adore
- France : 2 mars 2015 sur Boing

## Épisode 2:L'intensificateur de voix
- France : 2 mars 2015 sur Boing

## Épisode 3:Les autocollants aimantés
- France : 3 mars 2015 sur Boing

## Épisode 4:Nobi a une nouvelle maison
- France : 3 mars 2015 sur Boing

## Épisode 5:Le génie de la lampe
- France : 2 mars 2015 sur Boing

## Épisode 6:Des posters pour le nouvel an!
- France : 2 mars 2015 sur Boing

## Épisode 7:Je te donne mon rhume
- France : 3 mars 2015 sur Boing

## Épisode 8:Le simulateur de voyage à domicile
- France : 3 mars 2015 sur Boing

## Épisode 9:La rizière de Nobi
- France : 4 mars 2015 sur Boing

## Épisode 10:La veste de l'aventure
- France : 4 mars 2015 sur Boing

## Épisode 11:Les livres de la réalité
- France : 5 mars 2015 sur Boing

## Épisode 12:Et Nobi créa la Terre
- France : 5 mars 2015 sur Boing

## Épisode 13:Le pistolet à rayons pour avancer et rembobiner
- France : 6 mars 2015 sur Boing

## Épisode 14:A la dérive dans le passé
- France : 6 mars 2015 sur Boing

## Épisode 15:La télé des rêves
- France : 7 mars 2015 sur Boing

## Épisode 16:On a découvert des traces de dinosaures
- France : 7 mars 2015 sur Boing

## Épisode 17:Les monstres de l'île déserte (Partie 1)
- France : 8 mars 2015 sur Boing

## Épisode 18:Les monstres de l'île déserte (Partie 2)
- France : 8 mars 2015 sur Boing

## Épisode 19:L'œuf de transformation
- France : 9 mars 2015 sur Boing

## Épisode 20:Le roi de l'âge de pierre
- France : 9 mars 2015 sur Boing

## Épisode 21:Depuis un endroit aussi loin que l'avenir (Partie 1)
- France : 10 mars 2015 sur Boing

## Épisode 22:Depuis un endroit aussi loin que l'avenir (Partie 2)
- France : 10 mars 2015 sur Boing

## Épisode 23:Nobiland, une ville de rêve
- France : 11 mars 2015 sur Boing

## Épisode 24:Nobi veut être un bon père
- France : 11 mars 2015 sur Boing

## Épisode 25:Sunéo a des pouvoirs
- France : 12 mars 2015 sur Boing

## Épisode 26:Sunéo, le grand frère idéal
- France : 12 mars 2015 sur Boing